# Claudia Rossi
Claudia Rossi (Myjava, 13 aprile 1983) è un'ex attrice pornografica slovacca.

## Biografia
La sua carriera inizia a Praga con la Bohem Agency di Claudio Mattei con il quale ha un contratto esclusivo di due anni.
Claudia Rossi ha iniziato ad apparire in film per adulti nel 2003 negli Stati Uniti. Anche se non ha mai vinto un AVN Award, ha ricevuto diverse nomination, inclusa quella per Female Foreign Performer of the Year nel 2007.
Si è ritirata dall'attività pornografica nel 2011 dopo aver girato oltre 400 scene.

## Riconoscimenti
- 2007 AVN Award nomination for Female Foreign Performer of the Year[3]
- 2009 AVN Award nomination for Female Foreign Performer of the Year[4]

## Filmografia
- Black Dicks in White Chicks 5 (2003)
- Black In The Ass 1 (2003)
- Bust'n Nuts On European Sluts (2003)
- Christoph's Beautiful Girls 11 (2003)
- Cream Filling 2: Refill (2003)
- Cum In My Ass Not In My Mouth 1 (2003)
- Euro Angels Hardball 21: Super Hard (2003)
- Fill Her Up 2 (2003)
- Hardcore Paradise (2003)
- Killer Pussy 16 (2003)
- Little White Slave Girls 5 (2003)
- Lusty Legs 1 (2003)
- Outnumbered 1 (2003)
- Party Of Sex 3: Taking All Cummers (2003)
- Private Tropical 8: Ocean Dream (2003)
- Rabbit Girls 4 (2003)
- Semen Sippers 1 (2003)
- Sweet Teens And Black Cocks 3 (2003)
- Three For All 1 (2003)
- Total Babe 2: High Class Ass (2003)
- What I Really Wanna Do is Direct (2003)
- Young And Wild 4 (2003)
- Altered Assholes 2 (2004)
- Anal Expedition 4 (2004)
- Anal Intensive 12 (2004)
- Anal POV 1 (2004)
- Ass Crackin' 2 (2004)
- Ass Cream Pies 5 (2004)
- Blistering Blowjobs (2004)
- Christoph's Beautiful Girls 15 (2004)
- Christoph's Beautiful Girls 16 (2004)
- Crack Her Jack 3 (2004)
- Cum Filled Throats 6 (2004)
- Deep In Cream 6: Cockonut Cream Pies (2004)
- Desiderio (2004)
- Double Filled Cream Teens 3 (2004)
- Elastic Assholes 1 (2004)
- Euro Angels Hardball 23: Double Anal Mania (2004)
- Euro Domination 1 (2004)
- Gang Bang Darlings 2 (2004)
- Grand Theft Anal 5 (2004)
- Hardcore Climax 10 (2004)
- Hot Letters 3 (2004)
- Hot Paradise (2004)
- Hustler XXX 24 (2004)
- Jessica - Imperatrice du plaisir (2004)
- Leap of Faith (2004)
- Leg Affair 9 (2004)
- Lipstick (2004)
- Market Fresh (2004)
- Nacho Vidal's Blowjob Impossible 6 (2004)
- North Pole 47 (2004)
- North Pole 51 (2004)
- One Way My Ass 1 (2004)
- Opportunity for Sex (2004)
- Phat Azz White Girls 11 (2004)
- Planet Silver 1 (2004)
- Precious Pink 15: It's All About The Pussy (2004)
- Private Reality 21: Fuck Me (2004)
- Private Thrills (2004)
- Private XXX 18: Wet Dreams (2004)
- Professianals 5 (2004)
- Pussy Worship 1 (2004)
- Rocco Meats Suzie (2004)
- Rocco's Initiations 9 (2004)
- Rocco's True Anal Stories 22 (2004)
- Russian Institute: Lesson 1 (2004)
- Semen Shots 3 (2004)
- Semen Shots 5 (2004)
- Sexual Compulsion (2004)
- Share The Load 1 (2004)
- Sliders 8 (2004)
- Student XXXchange (2004)
- Teens Goin' Wild 15 (2004)
- There's Something About Jack 31 (2004)
- Three's Cumpany (2004)
- Tournante 2 (2004)
- Truly Nice Ass 5: Bottoms Up (2004)
- White Butts Drippin' Chocolate Nuts 4 (2004)
- 2 On 1 19 (2005)
- 2 Sex 3 Angels (2005)
- Anal Driller 5 (2005)
- Anal Hookers From Prague (2005)
- Anal Impact 3 (2005)
- Anal Supremacy 1 (II) (2005)
- Ariana Jollee's Fuck Me (2005)
- Ass Pounders 3 (2005)
- Ass Watcher 4 (2005)
- Assume The Position 4 (2005)
- Asswhole 2 (2005)
- Big Toys No Boys 4 (2005)
- Blistering Blowjobs 2 (2005)
- Blonde Sunde (2005)
- Canibales Sexuales 3 (2005)
- Canibales Sexuales 4 (2005)
- Crude Oil 1 (2005)
- Cum Inside 2 (2005)
- Cumstains 6 (2005)
- Danger in the Night (2005)
- Deeper In My Ass 3 (2005)
- DP Fever 2 (2005)
- Elite Sex Companions (2005)
- Euro Sluts 7: Italian Bitch (2005)
- Gang Up 1 (2005)
- Gangland 55 (2005)
- Golden Girls 6 (2005)
- Goo 4 Two 1 (2005)
- Hardcore Fever 1 (2005)
- Harder They Cum 3 (2005)
- Just My Ass Please 4 (2005)
- Lights Camera Fuck Me (2005)
- Load In Every Hole 12 (2005)
- Lucky Bastard 3 (2005)
- Penetrate Me (2005)
- POV Centerfolds 1 (2005)
- Private Movies 18: Girls Night Out (2005)
- Private Porn Vacation: Cannes (2005)
- Private XXX 20: Angels of Sin (2005)
- Riding The Curves 1 (2005)
- Rim of the World 3 (2005)
- Slut Bus: The Ultimate Sex Party (2005)
- Suck Fuck Swallow 2 (2005)
- Tag Teamed 3 (2005)
- What Gets You Off 2 (2005)
- White Girls Suck and Swallow 2 (2005)
- XXX Teens 2 (2005)
- Anal Renaissance (2006)
- Ass Riders (2006)
- Asstravaganza 2 (2006)
- Backstage: The Movie (2006)
- Code Name Mata Hari 2 (2006)
- Cream Pie Orgy 2 (2006)
- Cum on My Face 6 (2006)
- Cum on My Face 7 (2006)
- Cum Squad 1 (2006)
- Cumstains 7 (2006)
- Da Vinci (2006)
- Dirty Lesbian Pleasures (2006)
- Dreams in White 1 (2006)
- Drunk Sex Orgy: Bangsta's Paradise (2006)
- Drunk Sex Orgy: Porno Pop (2006)
- Ghostlovers (2006)
- Hard Time (2006)
- High Class Ass (2006)
- High Society Shag (2006)
- Hunted (2006)
- I Got 5 on It 1 (2006)
- Liquid Ass-sets 2 (2006)
- Mad Sex Party: Cream Girls and Custard Fuck (2006)
- Meet The Fuckers 3 (2006)
- Orgazm Addictz (2006)
- Orgy Initiations 1 (2006)
- Private Porn Vacation: Poppy and the Sex Addicts (2006)
- Private Sports 7: Snow Angels (2006)
- Private Sports 8: Private Dive (2006)
- Private Xtreme 25: Sluts 'R' Us (2006)
- Private Xtreme 27: Gag 'N' Shag (2006)
- Private Xtreme 28: Point Of View (2006)
- Private Xtreme 29: Gonzo Style (2006)
- Professianals 10 (2006)
- Puff Puff Give (2006)
- Rocco: Animal Trainer 21 (2006)
- Rocco's More Sluts in Ibiza (2006)
- Salieri Football 3: Il Tramonto Di Un Sogno (2006)
- Scandal (2006)
- Secret World of Young Nymphos 1 (2006)
- Seductive 1 (2006)
- Sex Tails 2 (2006)
- Swank XXX 6 (2006)
- To The Manor Porn 2: Porn With A Silver Spoon (2006)
- Too Hot to Handle (2006)
- Uptown Bitches (2006)
- Widow (2006)
- XXX The Sexual Level (2006)
- Big Wigs, Bodices And Bunkups (2007)
- Case Chiuse (2007)
- Click Remote Sex Control (2007)
- Clit Club (2007)
- Cumaholics 2 (2007)
- Doll House 2 (2007)
- Dominazioni bestiali nel Collegio di San Federico (2007)
- Dreams in White 2 (2007)
- Dreams in White 3 (2007)
- Evil Geishas Hotel (2007)
- Girl Girl Studio 2 (2007)
- Glamour (2007)
- Hi Speed Sex 2 (2007)
- Hi Speed Sex 3 (2007)
- Maison Erotique (2007)
- Maximum 1 (2007)
- Night Zone (2007)
- Oral Obsession (2007)
- Party (2007)
- Perfection: Touch Me (2007)
- Pirate Fetish Machine 28: Kinky Sex Berlin (2007)
- Pirate Fetish Machine 29: Susi Medusa's Fetish Obsessions (2007)
- Private Poker (2007)
- Private XXX 36: Fuck Me Wild (2007)
- Private XXX 37: Stars In Heat (2007)
- Private XXX 38: Free Asses (2007)
- Public Invasion 4 (2007)
- Quad Desert Anal Fury (2007)
- Sex Survivors 2 (2007)
- Sexual Adventures of Little Red (2007)
- Specialist (2007)
- These Feet are Made for Fucking (2007)
- Absolute Ass 6 (2008)
- Anal Asspirations 9 (2008)
- Apprentass 9 (2008)
- Are You Smarter Than a Porn Star (2008)
- Babe 1 (2008)
- Babe 2 (2008)
- Barely Legal Oral Education 2 (2008)
- Casino No Limit (2008)
- Cheating Wives Tales 9 (2008)
- Cheek Freaks 6 (2008)
- Claudia (2008)
- Deviant Divas (2008)
- Diamonds (2008)
- Fatal Beauty (2008)
- Filled To The Rim 6 (2008)
- Flying Solo (2008)
- Fuck Dolls 10 (2008)
- Fuck TV (2008)
- Fucking Me POV 4 (2008)
- Hardcore Partying 13 (2008)
- Hardcore Partying 14 (2008)
- Hardcore Partying 15 (2008)
- Head Case 4 (2008)
- Housewives Hunting Housewives (2008)
- Kiss Attack (2008)
- Linsey Dawn McKenzie: I'm Back (2008)
- My Scary Movix (2008)
- Pass It On (2008)
- Pirate Fetish Machine 32: Anal Motor Bitches (2008)
- Psycho Sex (2008)
- Ritual (2008)
- Roma 1 (2008)
- Roma 3 (2008)
- Secretaries 1 (2008)
- Sex Maniax (2008)
- Tease Before The Please 3 (2008)
- Teen Purr-fect 2 (2008)
- Titillating Temptations (2008)
- Under The Lash (2008)
- Wet Dreams Cum True 6 (2008)
- Wham Bam Ibiza (2008)
- Whole Night (2008)
- Young Harlots: Riding School (2008)
- Ben Dover's Motor Birds 1 (2009)
- Ben Dover's Studio Sluts (2009)
- Best By Private 106: Dripping Wet Lesbian Pussy (2009)
- Big Butt Attack 5 (2009)
- Big Butt Attack 7 (2009)
- Celebrity Sex (2009)
- Cumstains 10 (2009)
- Dick Feasting 3 (2009)
- Doggy Style (2009)
- Double Penetration Tryouts 8 (2009)
- Double Time (2009)
- Lesbian Prison (2009)
- Match Mates (2009)
- Passion (2009)
- Pinch (2009)
- Private Gold 105: A Fucking Christmas Dinner (2009)
- Satan's Whore (2009)
- Simple Fucks 6 (2009)
- Woodman Casting X 70 (2009)
- Young and Nasty 5 (2009)
- 10 Quickies (2010)
- Anal Attack 2 (2010)
- Aphrodiziac (2010)
- Ben Dover's Assylum Seekers 1 (2010)
- Butt Bang Bitches 2 (2010)
- Cotton Panties 11 (2010)
- High Heels and Glasses 1 (2010)
- Jizz Jugglers 1 (2010)
- Lipstick Lesbo 1 (2010)
- Mad Sex Party: Facial Fantasy (2010)
- Street Vendors (2010)
- What's Up Your Ass (2010)
- Best of Porn Superstar POV (2011)
- Deep Throat This 51 (2011)
- Peter North's POV 33 (2011)
- Swallow This 17 (2011)
- Blasted (2012)
- I Came Inside the Backdoor 2 (2012)